# Huimilpan
Huimilpan är en ort i Mexiko.   Den ligger i kommunen Huimilpan och delstaten Querétaro Arteaga, i den centrala delen av landet, 160 km nordväst om huvudstaden Mexico City. Huimilpan ligger 2 294 meter över havet och antalet invånare är 3 434.
Terrängen runt Huimilpan är kuperad, och sluttar norrut. Runt Huimilpan är det ganska tätbefolkat, med 179 invånare per kvadratkilometer. Närmaste större samhälle är Pedro Escobedo, 19,9 km nordost om Huimilpan. Trakten runt Huimilpan består till största delen av jordbruksmark.